# Nazální souhláska
Nazální neboli nosová souhláska (neboli nosovka či nazála), je hláska, která vzniká spuštěním měkkého patra (velum), čímž je umožněno proudění vzduchu nosní dutinou.
Nazály jsou dle způsobu tvoření okluzivy (viz plozivní souhláska), neboť jazyk během artikulace vytváří v ústní dutině závěr (okluzi), který brání proudění vzduchu ústy. Tvar dutiny vytvořené jazykem určuje rezonanci, a tím i výsledný zvuk. Na konci artikulace obvykle dochází k uvolnění okluze.
V češtině je nazálních souhlásek (konsonantů) pět: m (např. ve slově máma), [ɱ] (labiodentální, např. ve slově tramvaj), [n] (nos), velární („nosové“) n [ŋ] (banka, Kongo) a palatální [ɲ] („ň“) (nikdo [ňigdo]).
V jiných jazycích existují další nazální souhlásky. V islandštině existuje i neznělá nazální souhláska.